# Anthophora hegasica
Anthophora hegasica är en biart som beskrevs av Hermann Priesner 1957. Anthophora hegasica ingår i släktet pälsbin, och familjen långtungebin. Inga underarter finns listade i Catalogue of Life.